# Leucophenga scaevolaevora
Leucophenga scaevolaevora är en tvåvingeart som först beskrevs av Seguy 1951.  Leucophenga scaevolaevora ingår i släktet Leucophenga och familjen daggflugor.
Artens utbredningsområde är Madagaskar. Inga underarter finns listade i Catalogue of Life.